# Midi-Pyrénées
Pour les articles homonymes, voir Midi.
 (juillet 2018).
 (février 2014).
4 juin 1960 – 31 décembre 2015
Entités précédentes :
- création

Entités suivantes :
- Région Occitanie

Midi-Pyrénées (prononcé /mi.di.pi.ʁe.ne/) est une ancienne région du sud-ouest de la France qui correspondait approximativement à l'ancien Haut-Languedoc et en partie (au sud-ouest de la Garonne) à la Gascogne. La région s'étendait sur plus de 45 000 km2 ce qui en faisait la deuxième plus vaste région de France derrière la Guyane et la première de métropole. Sa plus grande ville était Toulouse, qui était également sa préfecture et le siège de son conseil régional.
La région regroupait huit départements : Ariège, Aveyron, Haute-Garonne, Gers, Lot, Hautes-Pyrénées, Tarn et Tarn-et-Garonne. 
Dans le cadre de la réforme territoriale, Midi-Pyrénées a fusionné avec la région Languedoc-Roussillon le 1er janvier 2016, donnant naissance à la région Occitanie.

## Histoire
Instituée sous la Ve République, la région a cessé d'exister en janvier 2016 lors de sa fusion avec Languedoc-Roussillon. Cette fusion reconstituant peu ou prou le territoire du comté de Toulouse, augmenté du Gers, des Hautes-Pyrénées, du Comminges et du Couserans.

## Administration
Les départements issus de la partie ouest du Languedoc (Haute-Garonne et Tarn), de l'est de la Guyenne (Aveyron, Lot, Tarn-et-Garonne au nord de la Garonne), de la Gascogne  (Gers, Hautes-Pyrénées, Tarn-et-Garonne au sud de la Garonne) et du Comté de Foix (Ariège) furent inclus dans la région administrative de Midi-Pyrénées qui recouvrait ainsi huit départements.
Les préfectures de la région sont Foix, Rodez, Auch, Cahors, Tarbes, Albi, Montauban.
| Département | Département     | Superficie | Population | Préfecture | Sous-préfectures                      | Densité      |
| ----------- | --------------- | ---------- | ---------- | ---------- | ------------------------------------- | ------------ |
| 09          | Ariège          | 4 890 km2  | 152 366    | Foix       | Pamiers et Saint-Girons               | 31 hab./km2  |
| 12          | Aveyron         | 8 735 km2  | 276 229    | Rodez      | Millau et Villefranche-de-Rouergue    | 32 hab./km2  |
| 31          | Haute-Garonne   | 6 309 km2  | 1 279 349  | Toulouse   | Muret et Saint-Gaudens                | 203 hab./km2 |
| 32          | Gers            | 6 257 km2  | 189 530    | Auch       | Condom et Mirande                     | 30 hab./km2  |
| 46          | Lot             | 5 217 km2  | 174 346    | Cahors     | Figeac et Gourdon                     | 33 hab./km2  |
| 65          | Hautes-Pyrénées | 4 464 km2  | 228 854    | Tarbes     | Argelès-Gazost et Bagnères-de-Bigorre | 51 hab./km2  |
| 81          | Tarn            | 5 758 km2  | 378 947    | Albi       | Castres                               | 66 hab./km2  |
| 82          | Tarn-et-Garonne | 3 717 km2  | 256 867    | Montauban  | Castelsarrasin                        | 66 hab./km2  |

## Géographie
Midi-Pyrénées était située dans le Sud de la France. Elle était la plus vaste de France hexagonale, avec une superficie de 45 348 km2 comparable à celle du Danemark, et plus grande que celles de pays tels que la Belgique ou la Suisse. La limite sud était constituée par la frontière avec l'Espagne et la principauté d'Andorre. Midi-Pyrénées était limitrophe avec quatre régions françaises : l'Aquitaine à l'ouest, le Limousin au nord, l'Auvergne au nord-est et le Languedoc-Roussillon à l'est.
Midi-Pyrénées comptait huit départements : l'Ariège, l'Aveyron, la Haute-Garonne, le Gers, le Lot, les Hautes-Pyrénées, le Tarn et le Tarn-et-Garonne. Son chef-lieu est Toulouse, qui est aussi le chef-lieu du département de la Haute-Garonne. 
Midi-Pyrénées est la région possédant le plus de communes : 3 020 au total.

### Reliefs
Il y a deux massifs montagneux importants en Midi-Pyrénées : les Pyrénées au sud et le Massif central au nord-est de la région. 
Les Pyrénées marquent la frontière entre l'Espagne et la France, qui suit à peu près la ligne de crête ou plutôt la ligne de partage des eaux. 
Toutefois, les Pyrénées ne constituent pas forcément une frontière naturelle avec l'Espagne : le Val d'Aran en Espagne, également de culture occitane (gasconne) et frontalier avec la région Midi-Pyrénées, est situé versant nord des Pyrénées et constitue le prolongement naturel de la haute vallée de la Garonne.

### Hydrographie
La Garonne est le principal fleuve avec cinq affluents majeurs : le Gers, l'Ariège, le Lot, la Save et le Tarn. 
Plus précisément, parmi les principaux affluents de la Garonne dans cette région sont présents :
- En rive droite (côté Massif central) : le Tarn : 380 km ; la Barguelonne : 61 km ; le Lot : 485 km
- Affluents pyrénéens : l'Ariège : 163 km (rive droite) ; la Neste (rive gauche) ; le Gers : 175 km (rive gauche) ; la Save : 148 km (rive gauche) ; l'Hers-Mort : 89 km (rive droite)

L'Adour, fleuve de Gascogne, a aussi sa source dans les Pyrénées. Il traverse la région Midi-Pyrénées dans le département des Hautes-Pyrénées pour l'essentiel, et la partie sud-ouest du Gers (Riscle).

## Transports

### Réseau routier
Midi-Pyrénées est traversée par les autoroutes A20, A61, A62, A64, A66, A68 et A75.

## Économie
Le PIB régional représente environ 4% du PIB national et la population active était 1 695 050 habitants en 2012.
L'économie midipyrénéenne était très largement dominée par le puissant pôle urbain de Toulouse. La capitale régionale rayonnait sur toute la région ainsi que sur des villes limitrophes telles que Carcassonne (en Languedoc-Roussillon), Albi, Montauban, Tarbes .
L'activité principale était l'industrie aéronautique avec plus de 60 000 emplois.
Airbus, premier constructeur mondial d'avions commerciaux, employait à lui seul environ 12 000 personnes dans la région, dont 6 000 au siège.
Le siège de Météo-France, le CNES, Airbus Defence and Space, et Thales Alenia Space en font également le premier pôle spatial européen avec plus de 12 000 emplois.
L'agriculture et les agro-industries étaient le premier employeur régional avec plus de 80 000 emplois, dont 25 600 dans les agro-industries. Une autre spécialité industrielle etait la pharmaceutique.

### Enseignement supérieur
Toulouse est également un pôle tertiaire très important, la troisième ville étudiante (en nombre d'étudiants) après Paris et Lyon, ainsi qu'un pôle de recherche de premier ordre grâce à la présence de ses trois universités ainsi que de nombreuses grandes écoles :
| Université | Université              | Nom                                   | Site                          | Domaines                                                                                    |
| ---------- | ----------------------- | ------------------------------------- | ----------------------------- | ------------------------------------------------------------------------------------------- |
| 1          | Université Toulouse I   | Université Toulouse-Capitole          | Toulouse centre               | sciences sociales (droit, science politique, économie, administration, gestion)             |
| 2          | Université Toulouse II  | Université Toulouse-Jean-Jaurès       | Toulouse quartier du Mirail   | arts, lettres et langues ; sciences humaines et sociales ; sciences, technologies et santé. |
| 3          | Université Toulouse III | Université Toulouse-III-Paul-Sabatier | Toulouse quartier de Rangueil | sciences, technologies, santé, sports                                                       |

- L'Institut national polytechnique de Toulouse regroupe 7 écoles :

| Département | Département     | Nom | Sigle      | Lieu               |
| ----------- | --------------- | --- | ---------- | ------------------ |
| 31          | Haute-Garonne   | École nationale supérieure d'électrotechnique, d'électronique, d'informatique, d'hydraulique et des télécommunications | (ENSEEIHT) | Toulouse           |
| 31          | Haute-Garonne   | École nationale supérieure agronomique de Toulouse                                                                     | (ENSAT)    | Auzeville-Tolosane |
| 31          | Haute-Garonne   | École nationale supérieure des ingénieurs en arts chimiques et technologiques                                          | (ENSIACET) | Labège             |
| 65          | Hautes-Pyrénées | École nationale d'ingénieurs de Tarbes                                                                                 | (ENIT)     | Tarbes             |
| 31          | Haute-Garonne   | École nationale de la météorologie                                                                                     | (ENM)      | Toulouse           |
| 31          | Haute-Garonne   | École d'ingénieurs de Purpan                                                                                           | (EIP)      | Toulouse           |
| 31          | Haute-Garonne   | École nationale vétérinaire de Toulouse                                                                                | 228 854    | Toulouse           |

Autres écoles d'ingénieurs de la région :
- Institut national des sciences appliquées de Toulouse
- ISAE-SUPAERO ou Institut supérieur de l'aéronautique et de l'espace
- École d'ingénieurs ISIS
- École des mines d'Albi-Carmaux
- École nationale de l'aviation civile

Autres écoles :
- Institut d'études politiques de Toulouse
- École supérieure d'art et céramique à Tarbes
- CUFR Jean-François Champollion (Albi, Rodez, Castres, Figeac)
- École nationale de formation agronomique
- École nationale supérieure d'architecture de Toulouse
- École supérieure des beaux-arts de Toulouse
- École supérieure d'audiovisuel
- Toulouse Business School
- Toulouse School of Economics
- Centre universitaire de Tarn-et-Garonne à Montauban

Des pôles économiques secondaires se sont développés petit à petit dans le reste de la région.
L'agglomération de Tarbes, qui était la deuxième de la région, est également un pôle industriel (Nexter, centre de démantèlement d'avion Tarmac Aerosave, etc.).
L'agglomération d'Albi, la troisième de la région, prend également une part croissante dans l'économie régionale. De plus en plus d'entreprises de services s'y installent, attirées par les prix beaucoup plus attractifs que dans la métropole toulousaine.
Les laboratoires Fabre génèrent également de nombreux emplois, notamment à Castres.

### Agriculture
L'agriculture était également très importante dans la région et représentait le second pôle agricole français avec couture des vins, fruits, légumes, et céréales. On trouve les vignobles de Fronton, de Gaillac dans le Tarn, de Cahors dans le Lot, de Marcillac, des Côtes-de-millau dans l'Aveyron, de Madiran, dans les Hautes-Pyrénées.

### Tourisme
Les principaux sites touristique sont gouffre de Padirac, Lourdes, cité de l'espace, viaduc de Millau, et la Cathédrale d'Albi.
En 2012, 16 millions de touristes venaient visiter Midi-Pyrénées et parmi eux 15 %, soit 2,4 millions d'étrangers. Ils dépensent 6 milliards d'euros par an. Le tourisme se développe assez rapidement. Le tourisme urbain à Toulouse et dans d'autres villes, mais également le tourisme vert (Quercy, Lot, Comminges) croissent dans la région. Enfin les nombreuses stations de sports d'hiver attirent aussi de nombreux touristes dans les Pyrénées. Les principales nationalités qui visitent la région sont les Néerlandais (22 %), les Italiens (21 %), les Britanniques (13 %), les Espagnols (10 %), les Belges (9 %), les Allemands (7 %)
.

### Développement économique
Le Conseil Régional Midi-Pyrénées a fusionné en début d'année 2015 son agence de développement économique Midi-Pyrénées Expansion et son agence régionale de l'innovation Midi-Pyrénées Innovation. Aujourd'hui, 56 personnes travaillent au sein de Madeeli, la nouvelle agence qui accompagne les entreprises et les collectivités souhaitant se développer en Midi-Pyrénées.

## Population
La population n'évolue pas de manière similaire dans les 8 départements que comporte la région. Le département connaissant la plus forte croissance est la Haute-Garonne. L'Ariège, le Lot et le Tarn-et-Garonne connaissent une légère augmentation de la population. Celle du Tarn connaît également une hausse remarquable. Enfin, la population augmente moins dans les départements de l'Aveyron, du Gers et des Hautes-Pyrénées mais ces départements affichent un solde migratoire positif. Dans son ensemble, la région voit sa population augmenter; elle figure donc dans les régions les plus attractives de France avec la région Provence-Alpes-Côte d'Azur et la région voisine du Languedoc-Roussillon.

### Démographie
Midi-Pyrénées compte 2 926 592 habitants au 1er janvier 2011 dont :
| Département     | Nombre d'habitants |
| --------------- | ------------------ |
| Ariège          | 152 366            |
| Aveyron         | 276 229            |
| Haute-Garonne   | 1 279 349          |
| Gers            | 189 530            |
| Lot             | 174 346            |
| Hautes-Pyrénées | 228 854            |
| Tarn            | 378 947            |
| Tarn-et-Garonne | 246 971            |

### Les résidences secondaires
Ce tableau indique les communes midipyrénéennes qui comptaient en 2008 plus de 1 000 résidences secondaires.
| Ville               | Département     | Rés. secondaires |
| ------------------- | --------------- | ---------------- |
| Cauterets           | Hautes-Pyrénées | 4 395            |
| Toulouse            | Haute-Garonne   | 4 265            |
| Saint-Lary-Soulan   | Hautes-Pyrénées | 4 209            |
| Bagnères-de-Luchon  | Haute-Garonne   | 3 305            |
| Bagnères-de-Bigorre | Hautes-Pyrénées | 2 979            |
| Ax-les-Thermes      | Ariège          | 2 359            |
| Cazaubon            | Gers            | 1 468            |
| Ustou               | Ariège          | 1 075            |
| Campan              | Hautes-Pyrénées | 1 070            |

## Culture

### Musées
Albi :
Auch :
- Musée des Jacobins d'Auch

L'Isle-Jourdain :
- Musée européen d'art campanaire

Éauze :
- Musée archéologique d'Eauze

Figeac :
- Musée Champollion

Millau :
- La Graufesenque

Montauban :
- Musée Ingres

Rodez :
Saint-Céré :
- Galerie-musée d'art Jean/Lurçat

Saint-Gaudens :
- Musée municipal d'Art et d'Histoire

Souillac :
- Musée de l'Automate

Toulouse :

Nombreuses galeries d'art
- Muséum d’histoire naturelle
- Musée d'art moderne et contemporain Les Abattoirs
- Musée des Augustins
- Musée départemental de la Résistance et de la Déportation
- La fondation Bemberg regroupe une importante collection : Matisse, Degas, Gauguin, Bonnard, Toulouse-Lautrec, Picasso, Modigliani
- Musée Paul-Dupuy
- Cité de l'espace

### Célèbres Midi-Pyrénéens
Artistes
- Jean-Auguste-Dominique Ingres, peintre néo-classique du XIXe siècle. Né à Montauban, Tarn-et-Garonne (1780-1867)
- Henri de Toulouse-Lautrec, peintre du XIXe siècle. Né à Albi, Tarn (1864-1901)
- Antoine Bourdelle, sculpteur et artiste-peintre. Né à Montauban, Tarn-et-Garonne (1861-1929)
- Pierre Soulages, peintre majeur de la seconde moitié du XXe siècle. Né à Rodez, Aveyron (1919- )

Musiciens
- Gabriel Fauré, compositeur français. Né à Pamiers, Ariège (1845-1924)
- Carlos Gardel, chanteur, considéré comme le « père du Tango ». Né à Toulouse, Haute-Garonne (1890-1935)
- Claude Nougaro, auteur-interprète et parolier français majeur du XXe siècle. Né à Toulouse, Haute-Garonne (1929-2004)
- Pierre Perret, auteur-compositeur-interprète français. Né à Castelsarrasin, Tarn-et-Garonne, en 1934.

Écrivains
- Fénelon, écrivain et homme d'Église, bien que sur la frontière Midi-Pyrénées/Aquitaine, il passa la majeure partie de sa vie dans le Lot. Né à Sainte-Mondane, Lot-et-Garonne (1651-1715)
- Pierre Bayle, écrivain et philosophe français du XVIIe siècle. Né à Carla-Bayle, Ariège (1647-1706)
- Pierre Gamarra, auteur français du XXe siècle. Né à Toulouse, Haute-Garonne (1919-2009)
- Théophile Gautier, poète et romancier du XIXe siècle. Né à Tarbes, Hautes-Pyrénées (1811-1872)
- Georges-Patrick Gleize, écrivain et romancier du terroir occitan, né à Paris en 1952
- Le Comte de Lautréamont, poète, bien que né à Montevideo, son retour en France s'effectua à Tarbes, tout comme son enfance et la majeure partie de ses études. Né à Montevideo, Uruguay (1846-1870)
- Emmanuel de Las Cases, écrivain mémorialiste, auteur du Mémorial de Sainte-Hélène, né près de Blan, Tarn (1766-1842).
- Clément Marot, poète, né à Cahors, Lot (1496-1544).

Personnalités politiques et activistes
- Olympe de Gouges, femme de lettres devenue femme politique, et fondatrice du mouvement féministe. Née à Montauban, Tarn-et-Garonne (1748-1793)
- Jean Jaurès, homme politique, fondateur du Parti socialiste et pacifiste envers le déclenchement de la Première Guerre mondiale. Né à Castres, Tarn (1859-1914)
- Léon Gambetta, homme politique républicain du XIXe siècle. Né à Cahors, Lot (1838-1882)
- Vincent Auriol, homme d'État, président de la IVe République de 1947 à 1954. Né à Revel, Haute-Garonne (1884-1966)
- Daniel Cohn-Bendit, homme politique allemand, bien que très présent dans le paysage politique français et européen. Né à Montauban, Tarn-et-Garonne (1945- )

Hommes de science et explorateurs
- Pierre de Fermat, mathématicien et helléniste. Né à Beaumont-de-Lomagne, Tarn-et-Garonne (première décennie du XVIIe siècle-1665)
- Jean-François Champollion, considéré comme le « père de l'égyptologie ». Né à Figeac, Lot (1790-1832)
- Jean-François de Lapérouse, explorateur et officier de marine. Né à Albi, Tarn (1741-1788)
- Charles de Freycinet, homme politique et ingénieur français du XIXe siècle. Né à Foix, Ariège (1828-1923)
- Émile Borel, mathématicien et homme politique du XIXe siècle. Né à Saint-Affrique, Aveyron (1871-1956)
- Pierre-Georges Latécoère, pionnier de l'aéronautique et fondateur du Groupe Latécoère. Né à Bagnères-de-Bigorre, Hautes-Pyrénées (1883-1943)
- Clément Ader, considéré comme le pionnier de l'aéronautique. Né à Muret, Haute-Garonne (1841-1925)
- Jean Dausset, immunologue français, prix Nobel en 1980. Né à Toulouse, Haute-Garonne (1916-2009)

Hommes d'affaires
- Jean-Luc Lagardère, fondateur de Lagardère SCA. Né à Aubiet, Gers (1928-2003)
- Louis Gallois, haut fonctionnaire français et ex-patron des groupes EADS, SNCF et Airbus. Né à Montauban, Tarn-et-Garonne (1944- )

Belligérants
- Jean de Valette, grand maître hospitalier de l'ordre de Saint-Jean de Jérusalem, célèbre pour sa résistance lors du Grand Siège de Malte en 1565, la ville de La Vallette fut ainsi nommée en son honneur. Né à Parisot, Tarn-et-Garonne (vers 1494-1568)
- Simon IV de Montfort, figure principale de la Croisade des albigeois. Mort pendant le siège de Toulouse, Haute-Garonne (1175-1218)
- Raymond IV de Toulouse, figure principale de la Première Croisade. Né à Toulouse, Haute-Garonne (1042-1105)
- d'Artagnan, mousquetaire au service de sa majesté, rendu célèbre grâce au roman d'Alexandre Dumas, « Les Trois Mousquetaires ». Né à Lupiac, Gers (1611-1673)
- Jean-de-Dieu Soult, Maréchal d'Empire et Duc de Dalmatie. Né à Saint-Amans-la-Bastide, Tarn (1769-1851)
- Jean Lannes, Maréchal d'Empire et Duc de Montebello. Né à Lectoure, Gers (1769-1809)
- Joachim Murat, Maréchal d'Empire et beau-frère de Napoléon Ier. Né à Labastide-Murat, Lot (1767-1815)
- Jean-Baptiste Bessières, Maréchal d'Empire. Né à Prayssac, Lot (1768-1813)
- Ferdinand Foch, Maréchal de France, de Grande-Bretagne et de Pologne, commandant en chef des troupes alliées sur le Front de l'Ouest pendant la Première Guerre mondiale. Né à Tarbes, Hautes-Pyrénées (1851-1929)

Cinéma
- André Téchiné, lauréat de plusieurs césars et du Prix de la mise en scène au Festival de Cannes. Né à Valence d'Agen, Tarn-et-Garonne (1943- )
- Charles Boyer, acteur français émigré à Hollywood. Né à Figeac, Lot (1899-1978)
- Vincent Maraval, fondateur de la société de production internationale Wild Bunch. Né à Albi, Tarn (1968- )

### Spectacle
Albi :
- Le Scénith
- Théâtre de la Croix-Blanche
- L'Athanor
- Centre culturel des Cordeliers

Argelès-Gazost :
- Parc Animalier des Pyrénées

Beaucens :
- Donjon des aigles

Blagnac :
- Espace culturel Odyssud

Montauban :
- Festival littéraire Lettres d'Automne

Ramonville :
- Salle de concert Le Bikini

Tournefeuille :
- Salle de concert Le Phare

Rodez :
- Cap festival
- Estivada
- Ramazick

 Tarbes :
- Théâtre des Nouveautés
- Scène Nationale Le Parvis
- Théâtre Le Pari
- Scène de Musiques Actuelles La Gespe

Toulouse :
- Théâtre de la Cité TNT
- Zénith de Toulouse

Marciac :
- Jazz in Marciac

Foix :
- L'Estive, scène nationale de l'Ariège

## Patrimoine naturel et bâti

Logo des Grands Sites.

Midi-Pyrénées a créé un label pour identifier certains sites à caractère exceptionnel, sous le nom de « Grands Sites de Midi-Pyrénées » En tout, 25 sites sont classés, d'un commun accord entre la région Midi-Pyrénées et les collectivités locales (communes, communautés de communes, communautés d'agglomérations, etc.)
Le classement organisé par département :
- Ariège

Saint-Lizier - Grotte de Niaux
- Aveyron

Rodez - Conques - Viaduc de Millau - Villefranche-de-Rouergue-Najac
- Gers

Auch - Marciac - Flaran-Baïse-Armagnac
- Haute-Garonne

Toulouse - Canal des Deux-Mers - Saint-Bertrand-de-Comminges - Luchon
- Hautes-Pyrénées

Pic du Midi de Bigorre - Lourdes - Pont d'Espagne - Gavarnie
- Lot

Cahors - Figeac - Rocamadour - Vallée de la Dordogne - Saint-Cirq-Lapopie
- Tarn

Albi (UNESCO) - Cordes-sur-Ciel - Sorèze, Revel-Lac de Saint-Ferréol
- Tarn-et-Garonne

Moissac - Canal des Deux-Mers

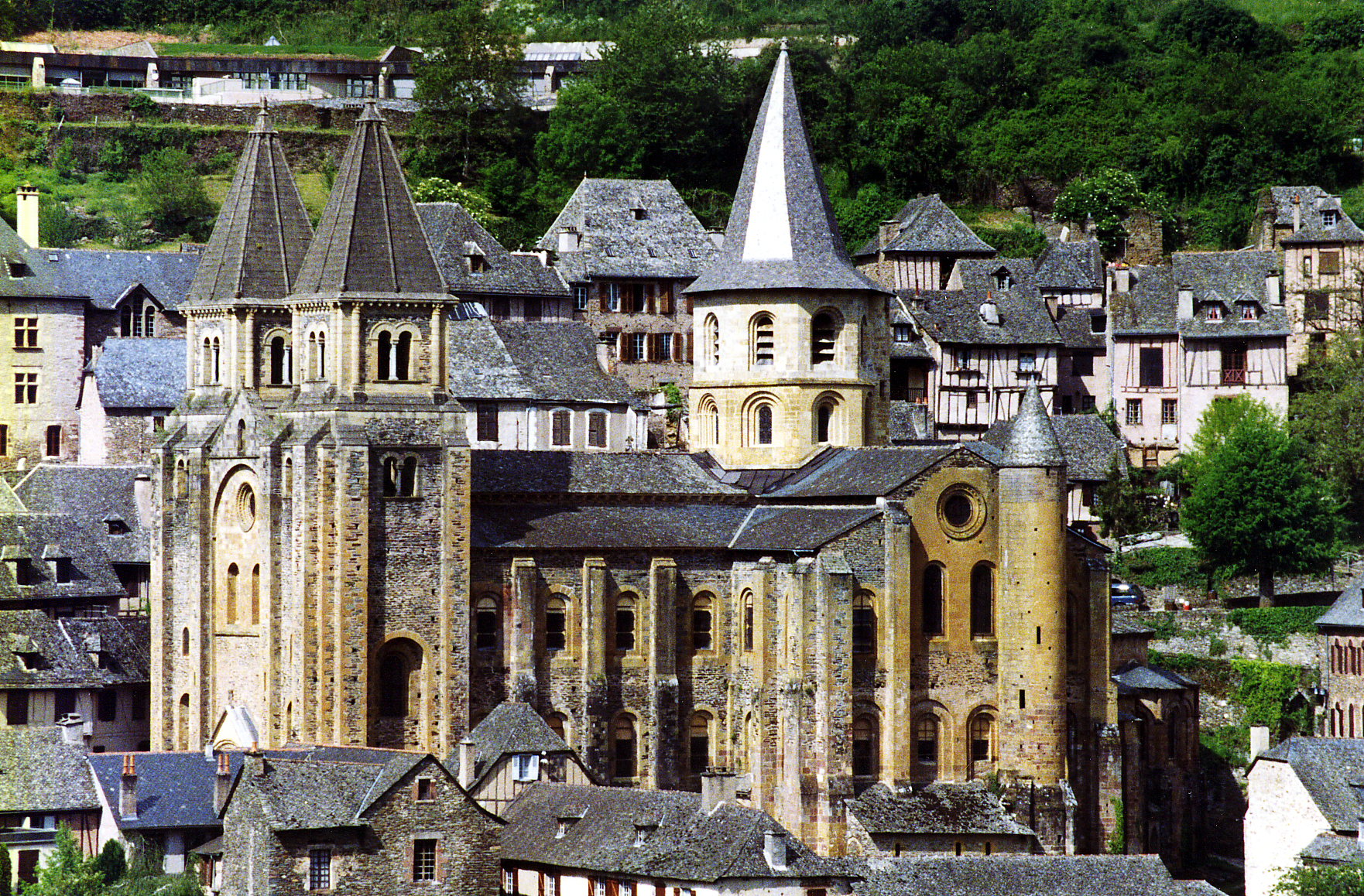
Village de Conques, en Aveyron, et son abbatiale Sainte-Foy de Conques, inscrite au patrimoine mondial de l'UNESCO au titre des Chemins de Saint-Jacques-de-Compostelle en France.

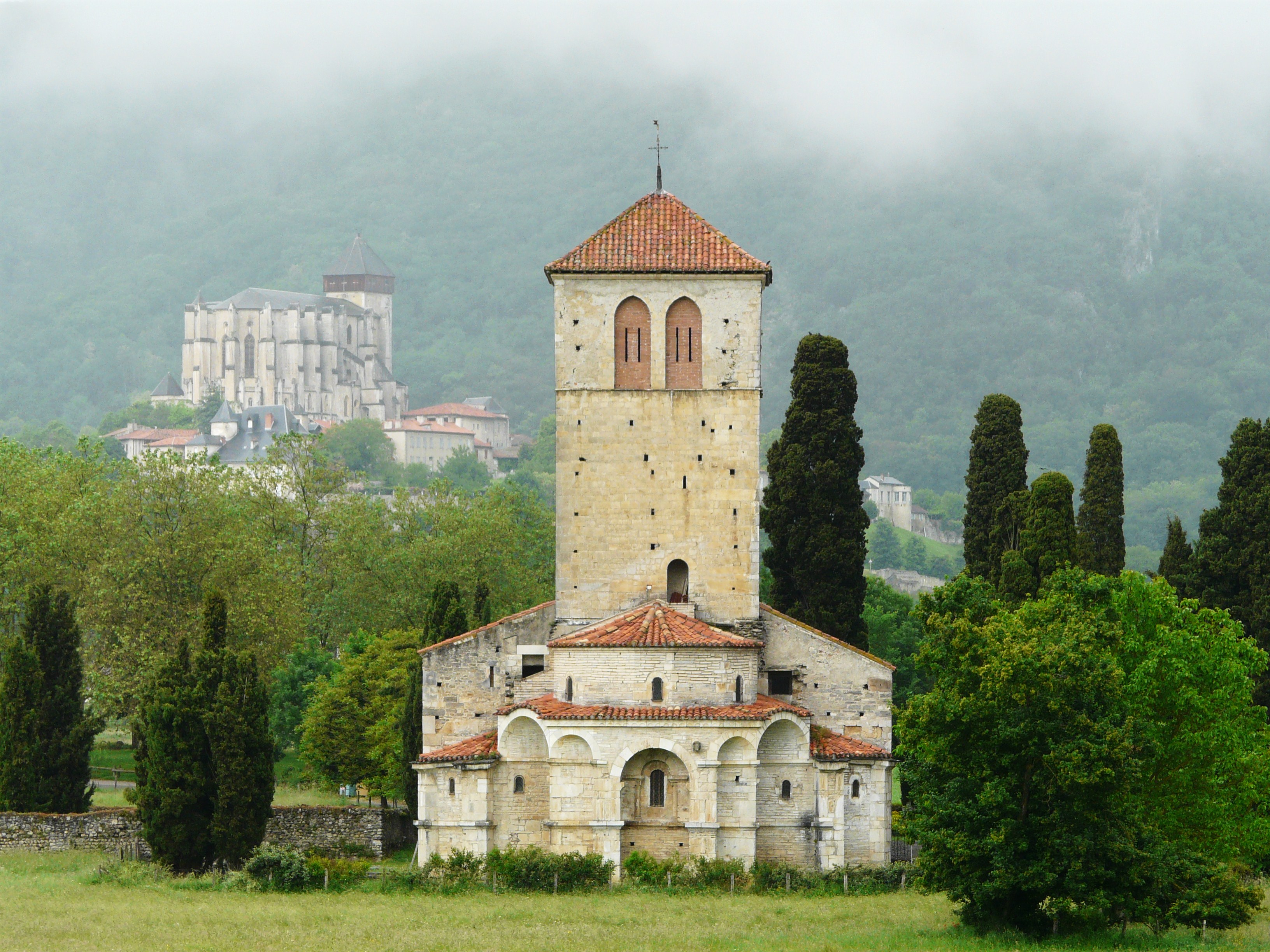
La basilique Saint-Just et au loin, la cathédrale Saint-Bertrand-de-Comminges (Haute-Garonne), inscrites au patrimoine mondial de l'UNESCO au titre des Chemins de Saint-Jacques-de-Compostelle en France.

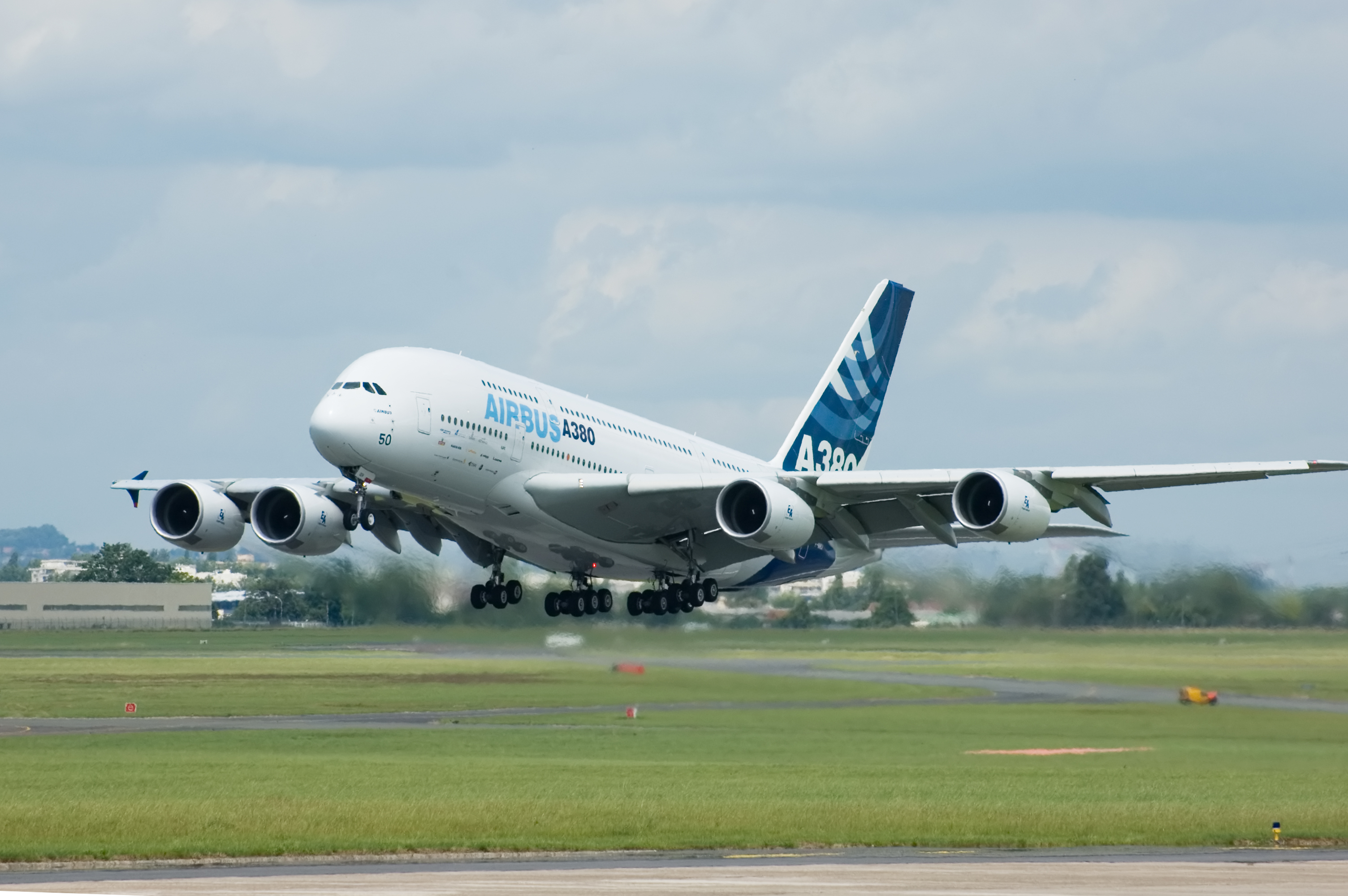
L'Airbus A380, joyau de l'industrie aéronautique européenne, dont les chaînes de montage se trouvent à Toulouse.

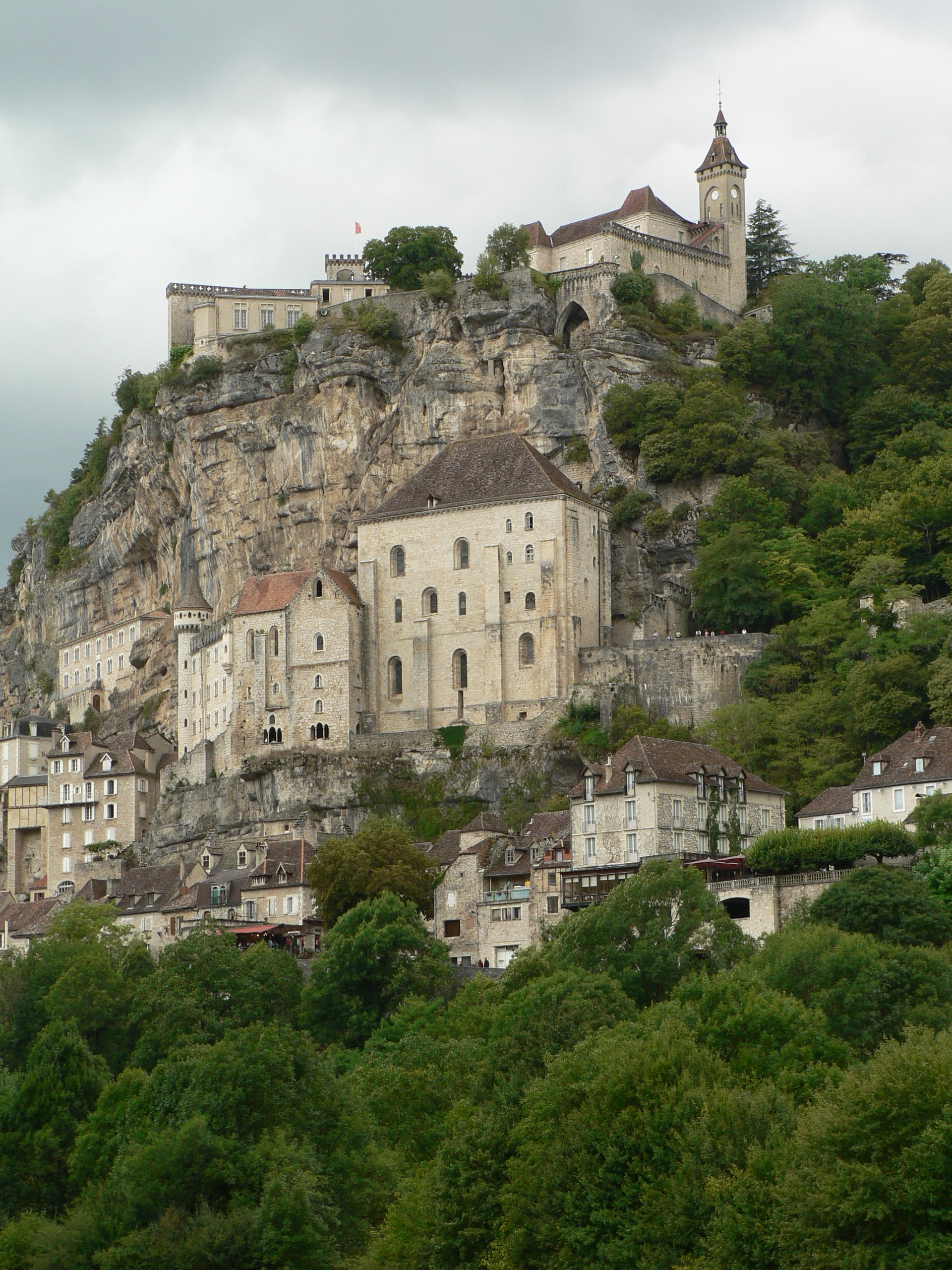
Rocamadour, dans le Lot. C'est l'un des sites les plus visités de France avec plus d'1,5 million de visiteurs par an, après le Mont-Saint-Michel, la Tour Eiffel et le château de Versailles. Il est inscrit au patrimoine mondial de l'UNESCO au titre des Chemins de Saint-Jacques-de-Compostelle en France.

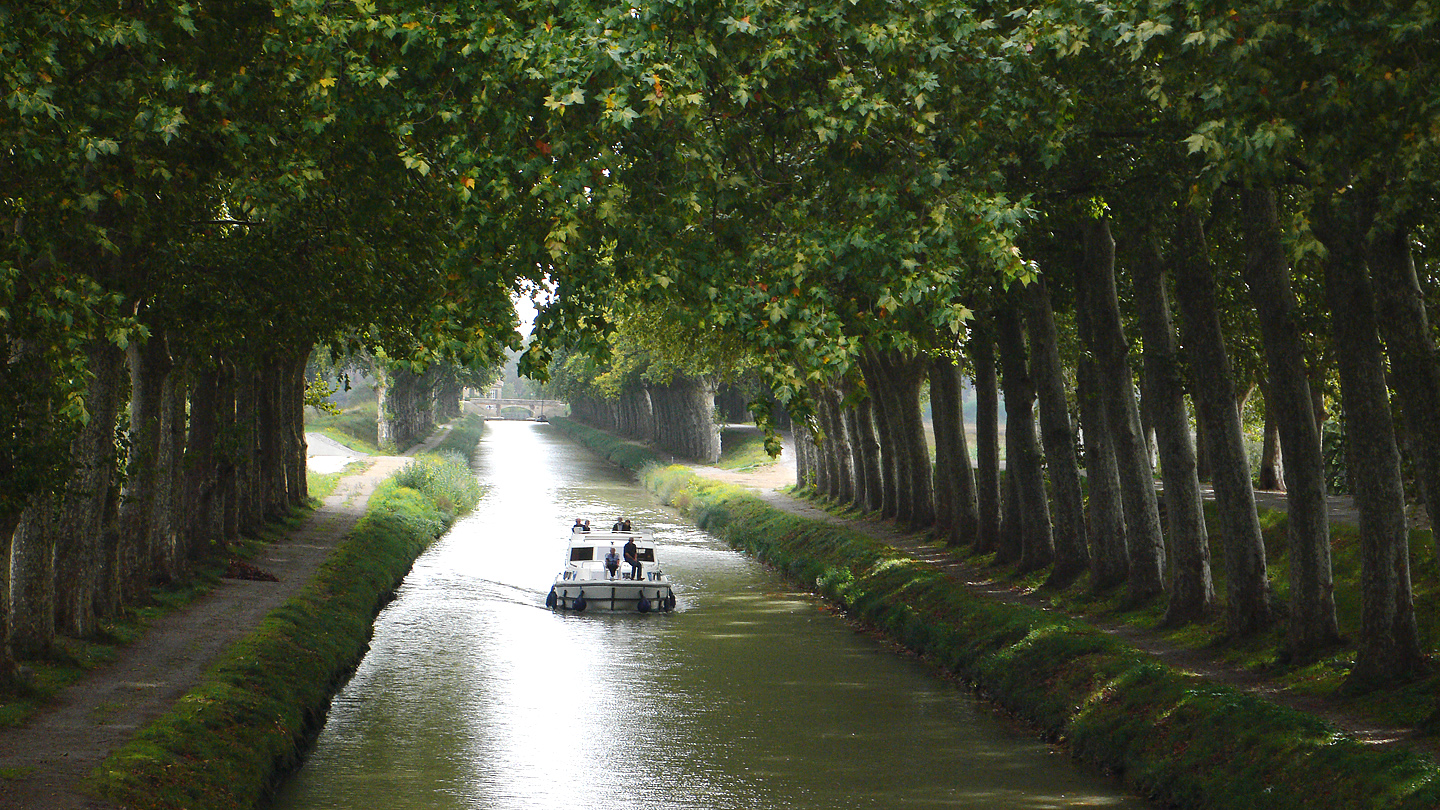
Le canal du Midi, qui traverse Midi-Pyrénées, relie la Garonne au niveau de Toulouse à la mer Méditerranée. Il est inscrit au patrimoine mondial de l'UNESCO.

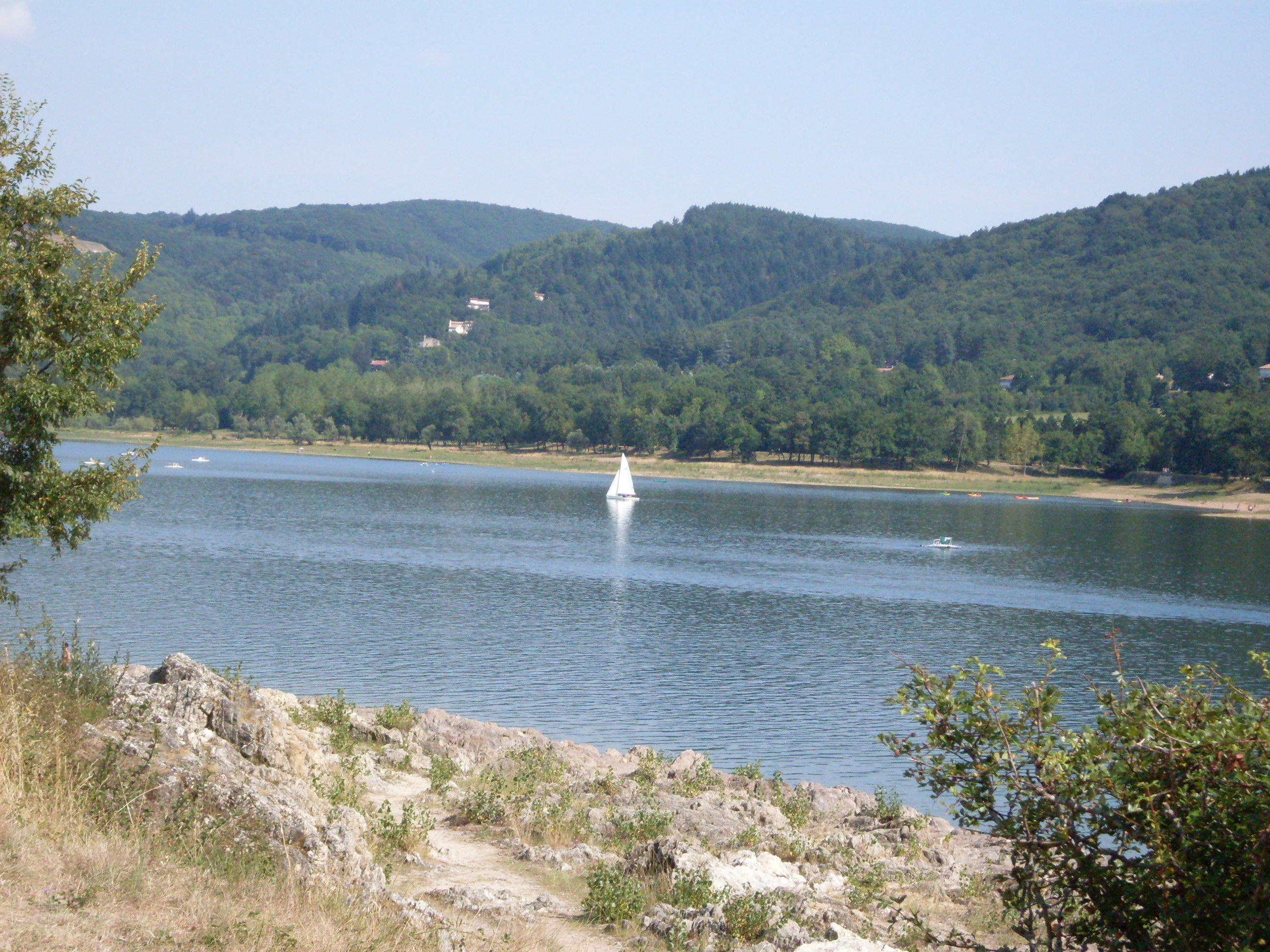
Lac de Saint-Ferréol, non loin de Revel en Haute-Garonne.

Ceci est une liste des lieux bâtis et naturels les plus importants de Midi-Pyrénées qui en font des lieux de haut-tourisme
- Le village de Conques
- Les gorges du Tarn, ainsi que les communes situées le long du Tarn, parmi les plus visitées Castelbouc, La Malène, Saint-Rome-de-Dolan et Sainte-Enimie
- La grotte du Pech Merle
- Le village de Najac
- Le village de Saint-Cirq-Lapopie
- La basilique Saint-Just de Valcabrère
- Le village et la cathédrale de Saint-Bertrand de Comminges
- Les caves de Roquefort
- Le pont des Cieutats à Villeneuve-sur-Lot
- L'abbaye et l'église Saint-Martin de Souillac
- Le viaduc de Millau
- La Vallée d'Ossoue
- Le village de Bouziès
- Le village de Lacave
- Le village de Saint-Jean-Lespinasse
- Le village de Prudhomat et son château
- La vallée du Lutour
- Le château de Lagarde
- Les causses du Quercy
- La commune de Mirepoix
- La cathédrale Saint-Lizier de Saint-Lizier
- Le Mont Valier
- Le pont-canal du Cacor
- La commune de Saint-Céré
- Le lac d'Oô
- Le lac d'Orédon
- L'Airbus A380
- Le pic du Midi de Bigorre
- Les villages d'Autoire, Loubressac et Carennac (Label Les plus beaux villages de France)
- Le village de Rocamadour
- Le pont Valentré de Cahors
- Le musée Champollion à Figeac
- Le village de Cordes-sur-Ciel
- L'ensemble montagneux Pyrénées-Mont Perdu (UNESCO)
- La ville de Lourdes
- La grotte du Mas d'Azil
- Les villages de Belcastel, Brousse-le-Château, La Couvertoirade, Estaing, Saint-Côme-d'Olt, Fourcès, Lavardens, Sarrant, Cardaillac, Castelnau-de-Montmiral, Lautrec, Lauzerte et Bruniquel.
- Le château de Foix
- Le lac de Gaube
- La vallée du Marcadau
- Le pont d'Espagne
- La réserve naturelle du Néouvielle
- L'abbaye de Moissac
- La commune de Saint-Savin
- La commune de Vals
- Le cirque d'Estaubé et sa vallée
- L'étang de Balbonne
- Le lac Gentau
- L'étang d'Ayès
- Le cirque de Troumouse
- La vallée de Héas
- Le canal du Midi (UNESCO)
- L'abbaye de Flaran
- La commune de Larressingle
- Le château de Montségur
- La commune de Saint-Antonin-Noble-Val
- Le lac de Saint-Ferréol
- La cathédrale Notre-Dame de Rodez
- Villefranche-de-Rouergue
- Les communes Tarnaises de Penne, et de Sorèze
- La cathédrale Sainte-Cécile d'Albi - La cité épiscopale d'Albi (UNESCO)
- La ville d'Auch
- La place du Capitole et l'ensemble conventuel des Jacobins à Toulouse
- La basilique Saint-Sernin de Toulouse (UNESCO)
- Le cirque de Gavarnie (UNESCO)

## Environnement
Midi-Pyrénées abrite de nombreux habitats précieux, des espèces animales rares dont l'ours des Pyrénées, l'euprocte ou le Desman, mais aussi parmi la flore plus de 300 espèces rares, ce qui s'explique par la grande variété des reliefs, sols et climats. La région compte plusieurs sites classés Seveso. En 2011, un SRCE (Schéma régional de cohérence écologique) sera élaboré pour encadrer la mise en œuvre de la Trame verte et bleue, conformément à la loi Grenelle II et au Grenelle de l'environnement.
Surveillance de la qualité de l’air en région Midi-Pyrénées.

## Sport

### Rugby
De nombreux clubs de la région participent aux championnats professionnels et amateurs de rugby.
Pour la saison 2015-2016 :
- En Top 14 : Stade toulousain, Castres olympique
- En Pro D2 : Union sportive montalbanaise, Colomiers rugby
- En Nationale : Sporting club albigeois, Tarbes Pyrénées rugby, Blagnac sporting club rugby
- En Fédérale 1 : Stade Rodez Aveyron, Avenir castanéen rugby, FC Auch, Stade bagnérais, Sporting club graulhetois, Avenir valencien
- Autres championnats amateurs : Cercle amical lannemezanais

#### Rugby à XIII
Le Toulouse olympique XIII est le seul club midi-pyrénéen présent dans le Championnat de France de rugby à XIII

### Football
Le Toulouse Football Club ainsi que le Rodez Aveyron Football évolue dans l'élite du football français, la Ligue 2. L'US Colomiers et le Tarbes PF participent au championnat de France amateur de football (CFA). Les autres clubs de la région (dont Luzenac Ariège Pyrénées, le Montauban FC TG, le Castres FC, le Blagnac FC et le Balma Sporting Club) jouent dans des divisions inférieures.

#### Football féminin
Pour la saison 2015-2016, deux clubs régionaux seront en compétition dans le Championnat de France de football féminin : l'ASPTT Albi et le Rodez Aveyron Football.
L'équipe féminine du Toulouse FC évolue en 2e division.

### Cyclisme
Chaque année le Tour de France passe dans la région, notamment pour les étapes de haute montagne dans les Pyrénées. Des coureurs originaires de la région ont participé à la Grande Boucle, dont Didier Rous, Christophe Rinero, David Moncoutié et Laurent Jalabert (double vainqueur du classement par points et double vainqueur du classement de la montagne) sont les plus connus.
Courses régionales :
- Route d'Occitanie (ex route du Sud)
- Tour de Tarn-et-Garonne

Équipes :
- Union sportive de Montauban 82

### Autres sports
- handball : Fenix Toulouse Handball
- volley-ball : Spacer's Toulouse Volley
- football australien : Toulouse Hawks
- football américain : Ours de Toulouse
- basket-ball féminin : Tarbes Gespe Bigorre et Toulouse Métropole Basket